# Färöische Fußballmeisterschaft 1974
Die Färöische Fußballmeisterschaft 1974 wurde in der Meistaradeildin genannten ersten färöischen Liga ausgetragen und war insgesamt die 32. Saison. Sie startete am 21. April 1974 und endete am 15. September 1974.
Meister wurde Titelverteidiger HB Tórshavn, die den Titel somit zum achten Mal erringen konnten.
Im Vergleich zur Vorsaison verschlechterte sich die Torquote auf 3,90 pro Spiel, was den niedrigsten Schnitt seit 1962 bedeutete. Den höchsten Sieg erzielte HB Tórshavn mit einem 8:0 im Heimspiel gegen ÍF Fuglafjørður. Das torreichste Spiel absolvierten HB Tórshavn und B36 Tórshavn mit einem 7:2 am vorletzten Spieltag.

## Modus
In der Meistaradeildin spielte jede Mannschaft an zehn Spieltagen jeweils zwei Mal gegen jede andere. Die punktbeste Mannschaft zu Saisonende stand als Meister dieser Liga fest, eine Abstiegsregelung gab es nicht.

## Saisonverlauf
HB Tórshavn verlor direkt das erste Spiel bei VB Vágur mit 0:2. In der Folge wurden jedoch alle restlichen Spiele gewonnen, so dass es bei dieser einzigen Niederlage blieb und die Meisterschaft souverän errungen wurde.

## Abschlusstabelle
| Pl. | Verein             | Sp. | S | U | N | Tore    | Quote | Punkte |
| --- | ------------------ | --- | - | - | - | ------- | ----- | ------ |
| 1.  | HB Tórshavn (M, P) | 10  | 9 | 0 | 1 | 040:110 | 3,64  | 18:20  |
| 2.  | KÍ Klaksvík        | 10  | 4 | 2 | 4 | 017:180 | 0,94  | 10:10  |
| 3.  | VB Vágur           | 10  | 4 | 1 | 5 | 015:180 | 0,83  | 09:11  |
| 4.  | TB Tvøroyri        | 10  | 2 | 4 | 4 | 017:220 | 0,77  | 08:12  |
| 5.  | B36 Tórshavn       | 10  | 3 | 2 | 5 | 014:210 | 0,67  | 08:12  |
| 6.  | ÍF Fuglafjørður    | 10  | 2 | 3 | 5 | 014:270 | 0,52  | 07:13  |

Platzierungskriterien: 1. Punkte – 2. Torquotient
| (M) | Meister 1973     |
| (P) | Pokalsieger 1973 |

## Spiele und Ergebnisse
|                 | B36 | HB  | ÍF  | KÍ  | TB  | VB  |
| --------------- | --- | --- | --- | --- | --- | --- |
| B36 Tórshavn    |     | 0:3 | 1:0 | 3:0 | 1:1 | 3:0 |
| HB Tórshavn     | 7:2 |     | 8:0 | 4:3 | 5:0 | 3:0 |
| ÍF Fuglafjørður | 3:0 | 1:4 |     | 2:2 | 3:3 | 2:1 |
| KÍ Klaksvík     | 3:1 | 1:3 | 3:1 |     | 2:0 | 3:1 |
| TB Tvøroyri     | 2:2 | 2:3 | 1:1 | 3:0 |     | 1:3 |
| VB Vágur        | 2:1 | 2:0 | 4:1 | 0:0 | 2:4 |     |

## Spielstätten
| Mannschaft      | Stadion        | Spielort     |
| --------------- | -------------- | ------------ |
| B36 Tórshavn    | Gundadalur     | Tórshavn     |
| HB Tórshavn     | Gundadalur     | Tórshavn     |
| ÍF Fuglafjørður | Í Fløtugerði   | Fuglafjørður |
| KÍ Klaksvík     | Við Djúpumýrar | Klaksvík     |
| TB Tvøroyri     | Sevmýri        | Tvøroyri     |
| VB Vágur        | Á Eiðinum      | Vágur        |

## Nationaler Pokal
Im Landespokal gewann VB Vágur mit 4:0 und 3:5 gegen Meister HB Tórshavn.